# Манселл, Альберт Генри
Альберт Генри Манселл (англ. Albert Henry Munsell; 6 января 1858 — 28 июня 1918) — американский художник и преподаватель искусств. Известен как изобретатель цветовой системы, названной его именем.

## Биография
Манселл родился в Бостоне, штат Массачусетс. Учился и впоследствии работал в Массачусетской школе нормальных искусств, известной ныне как Массачусетский колледж искусства и дизайна. Умер неподалёку от города Бруклайн.
Примечательны его художественные работы в жанрах морского пейзажа и портрета.
Цветовая система Манселла была одной из первых попыток числового описания цвета. Художник написал три книги по данной теме:
- A Color Notation (1905),
- Atlas of the Munsell Color System (1915),
- A Grammar of Color: Arrangements of Strathmore Papers in a Variety of Printed Color Combinations According to The Munsell Color System (1921, напечатана посмертно).

Система Манселла получила международное признание и стала основой для создания новых систем, в том числе CIELAB. В 1917 г. Манселл основал компанию Munsell Color Company.
Сын художника, А. И. О. Манселл, продолжил дело популяризации системы после смерти отца.

## Патенты
- U.S. Patent 417,831. Подставка художника. Декабрь 1889 г.
- U.S. Patent 640,792. Color-Sphere and Mount. Январь 1900 г.
- U.S. Patent 686,827. Фотометр. 19 ноября 1901 г.
- U.S. Patent 717,596. Spinning-Top. 6 января 1903 г.
- U.S. Patent 824,374. Color Chart or Scale. Июнь 1906 г.